# 1-й открытый набор космонавтов Роскосмоса
1-й открытый набор космонавтов Роскосмоса — первый открытый набор космонавтов, производившийся Федеральным космическим агентством «Роскосмос» в 2012 году на конкурсной основе. Набор в отличие от всех предыдущих наборов в отряд космонавтов СССР/России был открытым.
Было отобрано восемь кандидатов в космонавты. Кандидаты Пётр Дубров, Анна Кикина, Сергей Корсаков, Дмитрий Петелин и Николай Чуб ранее работали в коммерческих структурах, Олег Блинов и Игнат Игнатов — в ФГБУ «НИИ ЦПК имени Ю. А. Гагарина», Андрей Федяев был военнослужащими. В ходе прохождения общекосмической подготовки два кандидата в космонавты были отчислены из отряда: Игнат Игнатов — по состоянию здоровья; Олег Блинов — по собственному желанию, после прохождения полного курса общекосмической подготовки. Все остальные космонавты данного набора совершили космические полёты.

## История набора
12 октября 2010 года на заседании Межведомственной комиссии по отбору космонавтов и их назначению в составы экипажей пилотируемых кораблей и станций Центру подготовки космонавтов имени Ю. А. Гагарина было поручено осуществить в 2011—2012 годах дополнительный набор кандидатов в космонавты-испытатели и космонавты-исследователи. Данный набор предполагалось провести впервые открытым и на конкурсной основе среди широкого круга специалистов, преимущественно из представителей работников ракетно-космической отрасли.
23 декабря 2011 года Федеральное космическое агентство «Роскосмос» утвердило Временное положение по проведению открытого конкурса по отбору кандидатов в космонавты в 2012 году.
27 января 2012 года на сайтах Роскосмоса и ЦПК имени Гагарина было опубликовано сообщение о проведении открытого конкурса по отбору кандидатов в космонавты в 2012 году и извлечение из «Временного Положения по проведению открытого конкурса по отбору кандидатов в космонавты в 2012 году», в котором были приведены критерии отбора и требования к кандидатам в космонавты, перечни личных и медицинских документов, представляемых претендентами в конкурсную комиссию.
Положением устанавливалась, что «кандидатом в космонавты Роскосмоса может стать только гражданин Российской Федерации» в возрасте до 33 лет. В документе были сформулированы требования, предъявляемые к претендентам: по образованию, профессиональной квалификации и компетентности, опыту работы; медицинские и морально-психологические требования, а также требования к физической подготовке.
От претендентов требовалось наличие высшего образования, приоритетом при отборе пользовались лица с опытом работы в авиационной и ракетно-космической промышленности России. Для лётчиков и лётчиков-испытателей необходимыми требованиями являлось наличие высшего лётного образования и имеющих классность не ниже 3-го класса, а также не менее чем трёхлетний опыт лётной работы (службы) в организациях, связанных с эксплуатацией, использованием, испытаниями авиационной или космической техники. Кандидаты в космонавты из числа военнослужащих, успешно прошедшие отбор, могли быть зачислены в отряд космонавтов только после увольнения с военной службы. Все кандидаты должны были удовлетворять медицинским требованиям для космонавтов. Претендент должен был соответствовать антропометрическим требованиям, такими как: рост в положении стоя (150—190 см), а в положении сидя (80-99 см); масса тела (50-90 кг) и ряд других.
30 апреля 2012 года приём заявлений от желающих поступить в отряд космонавтов был завершён. В ЦПК поступило 304 заявления. Среди подавших заявление были: 49 сотрудников космической отрасли, 220 претендентов из других организаций, 23 военнослужащих, 43 женщины.
После проведения всех предварительных этапов отбора к очному этапу конкурса был допущен 51 человек. 5 сентября 2012 года состоялось итоговое заседание Конкурсной комиссии, на котором были представлены десять претендентов, борющихся за право стать кандидатами в космонавты Роскосмоса. Конкурсная комиссия приняла решение о представлении на заседание Межведомственной комиссии по отбору космонавтов и их назначению в составы экипажей пилотируемых кораблей и космических станций восемь претендентов. 8 октября 2012 года Межведомственная комиссия по отбору космонавтов допустила к прохождению общекосмической подготовки восемь претендентов: Олега Блинова, Петра Дуброва, Игната Игнатова, Анну Кикину, Сергея Корсакова, Дмитрия Петелина, Андрея Федяева и Николая Чуба. 26 октября 2012 года все кандидаты в космонавты, вошли в состав отряда космонавтов Роскосмоса и были приняты на работу в ЦПК, за исключением военнослужащего Андрея Федяева, который был зачислен в штат ЦПК 25 апреля 2013 года, после увольнения из рядов Вооружённых сил Российской Федерации.
30 октября 2012 года все восемь кандидатов в космонавты отряда Роскосмоса открытого набора 2012 года приступили к общекосмической подготовке.

## Список космонавтов 1-го открытого набора Роскосмоса
В июне 2014 года кандидатам в космонавты набора 2012 года Олегу Блинову, Петру Дуброву, Сергею Корсакову, Дмитрию Петелину, Андрею Федяеву, Николаю Чубу присвоена квалификация «космонавт-испытатель», 19 декабря того же года данную квалификацию получила Анна Кикина. В ходе прохождения общекосмической подготовки два кандидата в космонавты были отчислены из отряда: Игнат Игнатов — по состоянию здоровья; Олег Блинов — по собственному желанию, после прохождения полного курса общекосмической подготовки. Все остальные космонавты данного набора совершили космические полёты.
| Список космонавтов 1-го открытого набора Роскосмоса (в порядке совершения первого полёта) | Список космонавтов 1-го открытого набора Роскосмоса (в порядке совершения первого полёта) | Список космонавтов 1-го открытого набора Роскосмоса (в порядке совершения первого полёта) | Список космонавтов 1-го открытого набора Роскосмоса (в порядке совершения первого полёта) | Список космонавтов 1-го открытого набора Роскосмоса (в порядке совершения первого полёта) | Список космонавтов 1-го открытого набора Роскосмоса (в порядке совершения первого полёта) | Список космонавтов 1-го открытого набора Роскосмоса (в порядке совершения первого полёта) | Список космонавтов 1-го открытого набора Роскосмоса (в порядке совершения первого полёта) |
| №                                                                                         | Фотография                                                                                | ФИО                                                                                       | Дата рождения                                                                             | Порядковый номер                                                                          | Место работы до поступления в отряд, специальность                                        | Данные о полётах                                                                          | Статус или дата выхода из отряда                                                          |
| ----------------------------------------------------------------------------------------- | ----------------------------------------------------------------------------------------- | ----------------------------------------------------------------------------------------- | ----------------------------------------------------------------------------------------- | ----------------------------------------------------------------------------------------- | ----------------------------------------------------------------------------------------- | ----------------------------------------------------------------------------------------- | ----------------------------------------------------------------------------------------- |
| 1                                                                                         |                                                                                           | Дубров Пётр Валерьевич                                                                    | 30 января 1978                                                                            | 125-й космонавт СССР/России                                                               | коммерческая структура, инженер-программист                                               | 09.04.2021-30.03.2022 «Союз МС-18» — МКС — «Союз МС-19»                                   | действующий космонавт                                                                     |
| 2                                                                                         |                                                                                           | Корсаков Сергей Владимирович                                                              | 01 сентября 1984                                                                          | 127-й космонавт СССР/России (129-й гражданин СССР/России в космосе).                      | коммерческая структура, инженер                                                           | 18.03.2022-29.09.2022 «Союз МС-21» — МКС                                                  | действующий космонавт                                                                     |
| 3                                                                                         |                                                                                           | Петелин Дмитрий Александрович                                                             | 10 июля 1983                                                                              | 128-й космонавт СССР/России                                                               | коммерческая структура, инженер-конструктор                                               | 21.09.2022 — 27.09.2023 «Союз МС-21» — МКС — «Союз МС-23»                                 | действующий космонавт                                                                     |
| 4                                                                                         |                                                                                           | Кикина Анна Юрьевна                                                                       | 27 августа 1984                                                                           | 129-й космонавт СССР/России                                                               | коммерческая структура, администратор радиоэфира                                          | 05.10.2022 — 12.03.2023 «Crew-5 Dragon» — МКС                                             | действующий космонавт                                                                     |
| 5                                                                                         |                                                                                           | Федяев Андрей Валерьевич                                                                  | 26 февраля 1981                                                                           | 130-й космонавт СССР/России                                                               | Военно-воздушные силы РФ, инженер-пилот                                                   | 02.03.2023 — 04.09.2023 «Crew-6 Dragon» — МКС                                             | действующий космонавт                                                                     |
| 6                                                                                         |                                                                                           | Чуб Николай Александрович                                                                 | 10 июня 1984                                                                              | 132-й космонавт СССР/России                                                               | коммерческая структура, инженер                                                           | 15.09.2023 «Союз МС-24» — МКС                                                             | действующий космонавт                                                                     |
| 7                                                                                         |                                                                                           | Игнатов Игнат Николаевич                                                                  | 20 марта 1982                                                                             | —                                                                                         | ФГБУ «НИИ ЦПК имени Ю. А. Гагарина», инженер                                              | —                                                                                         | 19 декабря 2014 года (отчислен по здоровью)                                               |
| 8                                                                                         |                                                                                           | Блинов Олег Владимирович                                                                  | 17 августа 1978                                                                           | —                                                                                         | ФГБУ «НИИ ЦПК имени Ю. А. Гагарина», инженер                                              | —                                                                                         | 20 июня 2016 года (отчислен по личному желанию)                                           |